# Rotterdam Open 2025
Il Rotterdam Open 2025, conosciuto anche con il nome di ABN AMRO Open 2025 per ragioni di sponsorizzazione, è stato un torneo di tennis disputato su campi di cemento indoor. È stata la 52ª edizione del Rotterdam Open, facente parte dell'ATP Tour 500 nell'ambito dell'ATP Tour 2025. Si è giocato alla Rotterdam Ahoy di Rotterdam, nei Paesi Bassi, dal 3 al 9 febbraio 2025.

## Partecipanti al singolare

### Teste di serie
| Nazione   | Giocatore          | Ranking* | Testa di Serie |
| --------- | ------------------ | -------- | -------------- |
| Spagna    | Carlos Alcaraz     | 3        | 1              |
|           | Daniil Medvedev    | 7        | 2              |
| Australia | Alex de Minaur     | 8        | 3              |
|           | Andrej Rublëv      | 10       | 4              |
| Danimarca | Holger Rune        | 12       | 5              |
| Grecia    | Stefanos Tsitsipas | 13       | 6              |
| Francia   | Arthur Fils        | 19       | 7              |
| Polonia   | Hubert Hurkacz     | 21       | 8              |

* Ranking al 27 gennaio 2025.

### Altri partecipanti
I seguenti giocatori hanno ricevuto una wild card per il tabellone principale:
- Mees Röttgering
- Stefanos Tsitsipas
- Botic van de Zandschulp
- Stan Wawrinka

Il seguente giocatore è entrato nel tabellone principale tramite special exempt:
- Aleksandar Kovacevic

Il seguente giocatore è entrato nel tabellone principale come lucky loser:
- Daniel Altmaier

I seguenti giocatori sono passati dalle qualificazioni:

- Mattia Bellucci
- Constant Lestienne
- Harold Mayot
- Andrea Vavassori

### Ritiri
Prima del torneo
- Grigor Dimitrov → sostituito da  Roberto Bautista Agut
- Jack Draper → sostituito da  David Goffin
- Sebastian Korda → sostituito da  Fábián Marozsán
- Giovanni Mpetshi Perricard → sostituito da  Daniel Altmaier
- Jannik Sinner → sostituito da  Jakub Menšík
- Jordan Thompson → sostituito da  Lorenzo Sonego

## Partecipanti al doppio

### Teste di serie
| Nazione     | Giocatore       | Nazione       | Giocatore        | Ranking* | Testa di serie |
| ----------- | --------------- | ------------- | ---------------- | -------- | -------------- |
| El Salvador | Marcelo Arévalo | Croazia       | Mate Pavić       | 2        | 1              |
| Germania    | Kevin Krawietz  | Germania      | Tim Pütz         | 15       | 2              |
| Italia      | Simone Bolelli  | Italia        | Andrea Vavassori | 21       | 3              |
| Croazia     | Nikola Mektić   | Nuova Zelanda | Michael Venus    | 27       | 4              |

* Ranking aggiornato al 27 gennaio 2025.

### Altri partecipanti
Le seguenti coppie di giocatori hanno ricevuto una wildcard per il tabellone principale:
- Tallon Griekspoor /  Botic van de Zandschulp
- Robin Haase /  Sem Verbeek

La seguente coppia di giocatori è passata dalle qualificazioni:
- Jakob Schnaitter /  Mark Wallner

### Ritiri
Prima del torneo
- Ivan Dodig /  Skander Mansouri → sostituiti da  Ivan Dodig /  Zhang Zhizhen
- Hubert Hurkacz /  Sebastian Korda → sostituiti da  Hubert Hurkacz /  Jakub Menšík

## Punti
| Evento    | V   | F   | SF  | QF  | 2T   | 1T | Q  | Q2 | Q1 |
| Singolare | 500 | 330 | 200 | 100 | 50   | 0  | 25 | 13 | 0  |
| Doppio    | 500 | 300 | 180 | 90  | N.D. | 0  | 45 | 25 | 0  |

## Montepremi
| Evento    | V        | F        | SF       | QF      | 2T      | 1T      | Q2     | Q1     |
| Singolare | 449160 € | 241650 € | 128785 € | 65795 € | 35120 € | 18730 € | 9600 € | 5385 € |
| Doppio*   | 147520 € | 78670 €  | 39800 €  | 19910 € | N.D.    | 10300 € | N.D.   | N.D.   |

* per team

## Campioni

### Singolare
Carlos Alcaraz ha sconfitto in finale  Alex de Minaur con il punteggio di 6–4, 3–6, 6–2.
• È il diciassettesimo titolo in carriera per Alcaraz, il primo in stagione.

### Doppio
Simone Bolelli /  Andrea Vavassori hanno sconfitto in finale  Sander Gillé /  Jan Zieliński con il punteggio di 6–2, 4–6, [10–6].